# Schefflera asymmetrica
Schefflera asymmetrica là một loài thực vật có hoa trong Họ Cuồng cuồng. Loài này được Frodin miêu tả khoa học đầu tiên năm 1993.